# Rohovitky
Rohovitky (Gorgonacea) je řád přisedlých koloniálních žahavců (konkrétně korálnatců) žijících v mnoha oceánech světa, ale především v tropech a subtropech. Jsou podobní pérovníkům, tedy dalším žahavcům tvořícím korály. Rohovitky se totiž rovněž vyznačují drobnými polypy, kteří se seskupují a vytváří nápadné vzpřímené, velice ploché a větvící se kolonie typického „vějířovitého“ tvaru. Jiní však mohou mít tvar tyčkovitý, keřovitý nebo i jiný. Některé vějířovité kolonie mohou mít na výšku až metr na výšku, ale jsou třeba jen pár centimetrů široké. Bývají pestrobarevní, například růžové, červené nebo žluté barvy. Mohou být úspěšně chovány v akváriích.